# My Band
My Band (englisch für „Meine Band“) ist ein Lied der US-amerikanischen Rapgruppe D12. Der Song ist die erste Singleauskopplung ihres zweiten Studioalbums D12 World und wurde am 14. März 2004 veröffentlicht. Außerdem ist der Track auf dem Sampler Shady XV von Eminems Label Shady Records enthalten.

## Inhalt
| Liedteil        | Künstler                 |
| 1. Strophe      | Eminem                   |
| 2. Strophe      | Swift, Kuniva, Kon Artis |
| 3. Strophe      | Proof, Bizarre           |
| Refrain         | Eminem                   |
| letzter Refrain | Bizarre                  |
| Intro/Outro     | Eminem                   |

Das Lied greift auf ironische Weise Eminems besonderen Status innerhalb der Gruppe auf, da er berühmt wurde und den anderen Rappern zu Erfolg verholfen hat. Eminem wird als Leadsänger der Band dargestellt, der auf die anderen D12-Mitglieder herabblickt und auf den diese neidisch sind.
Im Refrain singt Eminem, dass die Frauen auf ihn stehen würden, weil er der Bandleader sei, wobei sie den Namen seiner Gruppe nicht einmal kennen würden. Anschließend rappt er, wie Groupies beim Konzert ihre Kleidung auf die Bühne werfen und danach in Ekstase zu ihm kommen und ihm Blowjobs anbieten, woraufhin seine Bandkollegen eifersüchtig würden, da sie auch ein Stück vom Kuchen abhaben wollten. Im zweiten Vers rappt Swift über die Nachteile der anderen D12-Künstler, so müsste er in einem Van fahren, während Eminem ein Tourbus zur Verfügung stehe. Außerdem würde er des Öfteren mit Kuniva verwechselt. Anschließend unterhalten sich Kuniva und Kon Artis abfällig über Eminem, der Prioritäten genießen würde und ihnen die Show stehle. In der dritten Strophe schließt sich Proof dem an und meint, dass Eminem 90 Prozent der Bandeinnahmen bekomme. Bizarre rappt als letztes und behauptet, dass eigentlich er derjenige sei, der die meiste Aufmerksamkeit in der Band verdiene, da er die Beats produziert und die Texte geschrieben hätte. In Interviews würde er jedoch nur auf Eminem angesprochen, weshalb er sich entschließt D12 zu verlassen und seine eigene Band mit der Rapperin The Real Roxanne zu gründen. Er schlägt Eminem nieder und singt statt diesem den letzten Refrain des Songs.

## Produktion
My Band wurde von Eminem produziert, wobei er keine Samples anderer Lieder verwendete. Der Song wurde im 54Sound-Studio in Detroit aufgenommen.

## Musikvideo
Bei dem zu My Band gedrehten Musikvideo führten Philip G. Atwell und Eminem Regie.
Es beginnt damit, dass Eminem in seinem Backstage-Raum von leichtbekleideten Frauen eine Massage kriegt, während die anderen D12-Mitglieder vor der Tür von seinem Bodyguard aufgehalten werden. Anschließend rappt Eminem, während er mit weiteren Frauen in einer Stretch-Limousine fährt, wogegen die anderen auf den Bus warten müssen. Das weitere Video orientiert sich stark am Inhalt des Texts: Eminem rappt auf der Bühne und wird von weiblichen Fans mit Unterwäsche beworfen, während die anderen im Hintergrund stehen. Nach dem Auftritt wird er von zwei Groupies (deren Rollen er selbst spielt) angesprochen. Swift entreißt Eminem das Mikrofon und rappt, während er zwischen den Konzertbesuchern auf dem Boden liegt. Kuniva und Kon Artis rappen backstage, wobei sie ein Magazin in der Hand halten, auf dessen Cover Eminem abgebildet ist. Bizarre parodiert das Musikvideo zu In da Club von 50 Cent: Er hängt von der Decke und versucht durch verschiedene Fitnessübungen abzunehmen. In kurzen Sequenzen werden außerdem die Videos zu Eminems Songs Lose Yourself und Superman persifliert. Schließlich schlägt Bizarre Eminem auf der Bühne nieder und singt den Refrain selbst.
Das Video war bei den MTV Video Music Awards 2004 in den Kategorien Video of the Year, Best Group Video und Best Rap Video nominiert, konnte jedoch keinen der Preise gewinnen.

## Single

### Covergestaltung
Das Singlecover zeigt die sechs D12-Mitglieder, die komplett in weiß gekleidet sind. Während Eminem im Vordergrund hockt, stehen die anderen fünf hinter ihm. Oben im Bild befinden sich das D12-Logo und der Schriftzug My Band.

### Chartplatzierungen
My Band stieg am 26. April 2004 auf Platz 2 in die deutschen Single-Charts ein und konnte sich 15 Wochen in den Top 100 halten, davon sechs Wochen in den Top 10. In den deutschen Jahrescharts 2004 belegte das Lied Rang 27. Besonders erfolgreich war der Song in Australien, Neuseeland und Norwegen, wo er die Chartspitze erreichte.
| ChartsChartplatzierungen       | Höchstplatzierung | Wochen |
| ------------------------------ | ----------------- | ------ |
| Deutschland (GfK)              | 2 (15 Wo.)        | 15     |
| Österreich (Ö3)                | 4 (16 Wo.)        | 16     |
| Schweiz (IFPI)                 | 3 (20 Wo.)        | 20     |
| Vereinigte Staaten (Billboard) | 6 (18 Wo.)        | 18     |
| Vereinigtes Königreich (OCC)   | 2 (20 Wo.)        | 20     |

| ChartsJahrescharts (2004)      | Platzierung |
| ------------------------------ | ----------- |
| Deutschland (GfK)              | 27          |
| Österreich (Ö3)                | 38          |
| Schweiz (IFPI)                 | 24          |
| Vereinigte Staaten (Billboard) | 59          |

### Auszeichnungen für Musikverkäufe
Im Vereinigten Königreich bekam My Band für mehr als 600.000 verkaufte Exemplare eine Platin-Schallplatte. In den Vereinigten Staaten wurde es für über 500.000 Verkäufe mit Gold ausgezeichnet. Auch in Deutschland erhielt es eine Goldene Schallplatte für mehr als 150.000 verkaufte Einheiten. Damit ist es die kommerziell erfolgreichste Single der Gruppe.
| Land/Region                  | Auszeichnungen für Musikverkäufe (Land/Region, Auszeichnung, Verkäufe) | Verkäufe  |
| ---------------------------- | ---------------------------------------------------------------------- | --------- |
| Australien (ARIA)            | Platin                                                                 | 70.000    |
| Deutschland (BVMI)           | Gold                                                                   | 150.000   |
| Neuseeland (RMNZ)            | 2× Platin                                                              | 60.000    |
| Norwegen (IFPI)              | Gold                                                                   | 5.000     |
| Vereinigte Staaten (RIAA)    | Gold                                                                   | 500.000   |
| Vereinigtes Königreich (BPI) | Platin                                                                 | 600.000   |
| Insgesamt                    | 3× Gold · 4× Platin ·                                                  | 1.385.000 |